# Clavaria muscula
Clavaria muscula är en svampart som beskrevs av R.H. Petersen 1978. Clavaria muscula ingår i släktet Clavaria och familjen fingersvampar.   Inga underarter finns listade i Catalogue of Life.